# Liste der Kulturgüter in Nidau
Die Liste der Kulturgüter in Nidau enthält alle Objekte in der Gemeinde Nidau im Kanton Bern, die gemäss der Haager Konvention zum Schutz von Kulturgut bei bewaffneten Konflikten, dem Bundesgesetz vom 20. Juni 2014 über den Schutz der Kulturgüter bei bewaffneten Konflikten sowie der Verordnung vom 29. Oktober 2014 über den Schutz der Kulturgüter bei bewaffneten Konflikten unter Schutz stehen.
Objekte der Kategorie A und B sind vollständig in der Liste enthalten, Objekte der Kategorie C fehlen zurzeit (Stand: 25. März 2025). Unter übrige Baudenkmäler sind geschützte Objekte zu finden, die im Bauinventar des Kantons Bern als «schützenswert» verzeichnet sind.

## Kulturgüter
| Foto |                                                                                           | Objekt                                                        | Kat. | Typ | Standort                                   | Beschreibung |
| ---- | ----------------------------------------------------------------------------------------- | ------------------------------------------------------------- | ---- | --- | ------------------------------------------ | --- |
| ja   | Datei hochladen · Wikidata zu Schloss Nidau (Q254290)                                     | Schloss KGS-Nr.: 01119                                        | A    | G   | Hauptstrasse 2, 4, 6, 8 584944 / 219663    | Bis ins 13. Jahrhundert zurück reichendes Schloss, das eine hölzerne Burg aus der Zeit um 1140 ersetzte. Der mittelalterliche Turm wurde vom 15. bis zur ersten Hälfte des 17. Jahrhunderts um mehrere Gebäude ergänzt. Bis zur ersten Juragewässerkorrektion war die Anlage ein von der Zihl und Wassergräben umflossenes Wasserschloss. Durch die exponierte Lage am Nordeingang zur Altstadt dominiert sie das Ortsbild.                                                                  |
| ja   | Datei hochladen · Wikidata zu Rathaus (Q19362668)                                         | Rathaus KGS-Nr.: 08982                                        | A    | G   | Hauptstrasse 32 584941 / 219426            | Das Rathaus entstand in den Jahren 1756 bis 1759 anstelle eines Vorgängerbaus aus den 1440er Jahren und gehört zu den herausragendsten Barockbauten der Region. Es besitzt eine vorzügliche, reich gegliederte Strassenfassade aus Neuenburgerstein. Bemerkenswert sind vor allem der Fugenschnitt im Erdgeschoss sowie zierliche Schlussstein-Rocaillen und Maskarons. Der Saal im Obergeschoss besitzt eine reiche Ausstattung aus der Bauzeit.                                            |
| ja   | Datei hochladen · Wikidata zu Strandbad Biel (Q19362669)                                  | Strandbad Biel KGS-Nr.: 09034                                 | A    | G   | Uferweg 40 584597 / 219893                 | Das in den Jahren 1929 bis 1932 auf Nidauer Gemeindegebiet erbaute Strandbad der Nachbarstadt Biel/Bienne ist ein bedeutendes Bauwerk der Bieler Moderne und eines der ersten modernen Freibäder der Schweiz. Die grosszügig konzipierte Anlage besteht aus einem dreigeschossigen Restauranttrakt und einem zweigeschossigen, in schwungvollem Bogen südlich angefügten Garderobentrakt. Seeseitig öffnet sich die Anlage auf eine grosse, von eleganten Freitreppen erschlossene Terrasse. |
| BW   | Datei hochladen · Wikidata zu Neolithische-bronzezeitliche Seeufersiedlungen (Q111021158) | Neolithische-bronzezeitliche Seeufersiedlungen KGS-Nr.: 16537 | A    | F   | Schlossmatte / Strandboden 584700 / 219700 | Archäologische Stätte im Bereich Schlossmatte / Strandboden (Agglolac). |
| ja   | Datei hochladen · Wikidata zu Stadtbefestigung Nidau (Q29673657)                          | Ziegelhüttenturm KGS-Nr.: 01121                               | B    | G   | Strandweg 1a 584830 / 219262               | Der um 1338 erbaute Wehrturm bildet zusammen mit einem kleinen Abschnitt der Ringmauer den letzten erhalten gebliebenen Teil der Stadtbefestigung. Der gedrungene, sich nach oben verjüngende Baukörper aus Bruchsteinmauerwerk besitzt schmale, im obersten Geschoss kreuzförmig ausgebildete Schiessscharten sowie einen polygonalen Helm. |

## Übrige Baudenkmäler
Hinweis: Anstelle der KGS-Nummer wird als Objekt-Identifikator (ID) die Grundstücksnummer verwendet.
| ID   | Foto | | Objekt                                                                           | Typ | Standort                                                                     | Beschreibung |
| ---- | ---- | --- | -------------------------------------------------------------------------------- | --- | ---------------------------------------------------------------------------- | --- |
| 3    | ja   | Datei hochladen · Wikidata zu Ehemalige Pfarrhelferei (Q112410045)                                       | Ehemalige Pfarrhelferei (1743)                                                   | G   | Schulgasse 23 584917 / 219296                                                | |
| 4    | ja   | Datei hochladen · Wikidata zu Wohn- und Geschäftshaus (1730/31) (Q112419784)                             | Wohn- und Geschäftshaus (1730/31)                                                | G   | Hauptstrasse 43 584984 / 219393                                              | |
| 15   | ja   | Datei hochladen · Wikidata zu Zählerwerkstätte der Bernischen Kraftwerke AG (Q112423896)                 | Zählerwerkstätte der Bernischen Kraftwerke AG (1952/53)                          | G   | Dr.-Schneider-Strasse 14 584790 / 219754                                     | |
| 20   | ja   | Datei hochladen · Wikidata zu Strandbad Nidau (Q112428777)                                               | Strandbad Nidau (1956)                                                           | G   | Erlenweg 40, 42, 44, 48, 50, 52, 54, 56 58, 60, 62 584290 / 219394           | |
| 33   | ja   | Datei hochladen · Wikidata zu Gemeindeverwaltung / Ehemaliges Primar- und Sekundarschulhaus (Q112435361) | Gemeindeverwaltung / Ehemaliges Primar- und Sekundarschulhaus (1865–1867)        | G   | Schulgasse 2 584962 / 219334                                                 | |
| 34   | ja   | Datei hochladen · Wikidata zu Ehemaliges Pfarrhaus (Q112438015)                                          | Ehemaliges Pfarrhaus (1729)                                                      | G   | Schulgasse 15 584943 / 219303                                                | |
| 35   | ja   | Datei hochladen · Wikidata zu Ehemaliges Schulhaus (Q112439682)                                          | Ehemaliges Schulhaus (spätmittelalterlich)                                       | G   | Schulgasse 21 584922 / 219296                                                | |
| 36   | ja   | Datei hochladen · Wikidata zu Wohn- und Geschäftshaus (18./19. Jh.) (Q112441449)                         | Wohn- und Geschäftshaus (18./19. Jh.)                                            | G   | Hauptstrasse 35 584979 / 219415                                              | |
| 38   | ja   | Datei hochladen                                                                                          | Ehemaliges Löschgerätemagazin (1897)                                             | G   | Mittelstrasse 3 584940 / 219375                                              | |
| 49   | ja   | Datei hochladen                                                                                          | Denkmal Juragewässerkorrektion (1908)                                            | G   | Hauptstrasse N.N.1 584965 / 219573                                           | Denkmal für den Arzt und Politiker Johann Rudolf Schneider (1804–1880) und für den Ingenieur Richard La Nicca (1794–1883), Initiatoren der ersten Juragewässerkorrektion |
| 49   | ja   | Datei hochladen                                                                                          | Bogenbrüggli (1926/27)                                                           | G   | Genossenschaftsstrasse N.N. 585053 / 219455                                  | |
| 58   | ja   | Datei hochladen                                                                                          | Brunnen (1890)                                                                   | K   | Mittelstrasse N.N. 584888 / 219382                                           | |
| 59   | ja   | Datei hochladen                                                                                          | Reformierte Kirche (1678–1682)                                                   | G   | Mittelstrasse 1 584951 / 219363                                              | |
| 60   | ja   | Datei hochladen                                                                                          | Wohn- und Geschäftshaus (1892)                                                   | G   | Hauptstrasse 7 584977 / 219604                                               | |
| 72   | ja   | Datei hochladen                                                                                          | Mehrfamilienhaus (frühes 20. Jh.)                                                | G   | Weyernweg 19 584647 / 219366                                                 | |
| 75   | ja   | Datei hochladen                                                                                          | Villa (um 1880)                                                                  | G   | Mittelstrasse 8 584886 / 219390                                              | |
| 76   | ja   | Datei hochladen                                                                                          | Wohn- und Geschäftshaus (18./19. Jh.)                                            | G   | Hauptstrasse 37 584979 / 219412                                              | |
| 77   | ja   | Datei hochladen                                                                                          | Wohn- und Geschäftshaus (frühes 19. Jh.)                                         | G   | Schulgasse 1 584975 / 219312                                                 | |
| 80   | ja   | Datei hochladen                                                                                          | Restaurant Stadthaus (1893/94)                                                   | G   | Hauptstrasse 18 584936 / 219501                                              | |
| 81   | ja   | Datei hochladen                                                                                          | Wohn- und Geschäftshäuser (vor 1900)                                             | G   | Hauptstrasse 12, 14, 16 584935 / 219532                                      | |
| 86   | ja   | Datei hochladen                                                                                          | Wohn- und Geschäftshaus (18./19. Jh.)                                            | G   | Hauptstrasse 27 584967 / 219447                                              | |
| 91   | ja   | Datei hochladen                                                                                          | Wohn- und Geschäftshaus (1. Hälfte 19. Jh.)                                      | G   | Schulgasse 9 584958 / 219307                                                 | |
| 99   | ja   | Datei hochladen                                                                                          | Wohn- und Geschäftshaus (17. Jh.)                                                | G   | Hauptstrasse 17 584957 / 219480                                              | |
| 99   | ja   | Datei hochladen                                                                                          | Ehemalige Gewerbe- und Wohnhäuser (18. Jh.)                                      | G   | Zihlstrasse 10, 10a 584996 / 219497                                          | |
| 100  | ja   | Datei hochladen                                                                                          | Restaurant Kreuz (17./18. Jh.)                                                   | G   | Hauptstrasse 33 584975 / 219425                                              | |
| 115  | ja   | Datei hochladen                                                                                          | Wohn- und Geschäftshaus (spätes 18. Jh.)                                         | G   | Hauptstrasse 71 585007 / 219307                                              | |
| 116  | ja   | Datei hochladen                                                                                          | Wohn- und Geschäftshaus (1668)                                                   | G   | Hauptstrasse 25 584966 / 219453                                              | |
| 117  | ja   | Datei hochladen                                                                                          | Wohnhäuser Eisenbahnersiedlung Hofmatten (1929)                                  | G   | Barbenweg 2, 4, 6, 8 585146 / 219409                                         | |
| 119  | ja   | Datei hochladen                                                                                          | Wohn- und Geschäftshaus (3. Drittel 19. Jh.)                                     | G   | Hauptstrasse 59 584998 / 219343                                              | |
| 120  | ja   | Datei hochladen                                                                                          | Wohnhaus (spätmittelalterlich)                                                   | G   | Schulgasse 17 584936 / 219301                                                | |
| 122  | ja   | Datei hochladen                                                                                          | Wohn- und Geschäftshaus (1. Hälfte 19. Jh.)                                      | G   | Hauptstrasse 19 584960 / 219475                                              | |
| 126  | ja   | Datei hochladen                                                                                          | Wohn- und Geschäftshaus (um 1800)                                                | G   | Hauptstrasse 36 584955 / 219416                                              | |
| 131  | ja   | Datei hochladen                                                                                          | Wohnhäuser Eisenbahnersiedlung Hofmatten (1929)                                  | G   | Mövenweg 2, 4, 6, 8 585119 / 219430                                          | |
| 131  | ja   | Datei hochladen                                                                                          | Wohnhäuser Eisenbahnersiedlung Hofmatten (1929)                                  | G   | Mövenweg 10, 12, 14, 16 585147 / 219448                                      | |
| 131  | ja   | Datei hochladen                                                                                          | Wohnhäuser Eisenbahnersiedlung Hofmatten (1929)                                  | G   | Mövenweg 18, 20, 22, 24 585178 / 219466                                      | |
| 138  | ja   | Datei hochladen                                                                                          | Wohn- und Geschäftshaus (um 1760)                                                | G   | Hauptstrasse 39 584981 / 219406                                              | |
| 145  | ja   | Datei hochladen                                                                                          | Wohn- und Geschäftshaus (spätes 18. Jh.)                                         | G   | Hauptstrasse 21 584963 / 219466                                              | |
| 147  | ja   | Datei hochladen                                                                                          | Mehrzweckgebäude (18./19. Jh.)                                                   | G   | Hauptstrasse 73 585008 / 219299                                              | |
| 159  | ja   | Datei hochladen                                                                                          | Mehrfamilienhaus (1905)                                                          | G   | Weyermattstrasse 45 584584 / 219421                                          | |
| 160  | ja   | Datei hochladen                                                                                          | Doppel-Mehrfamilienhaus (1906/07)                                                | G   | Weyermattstrasse 41, 43 584616 / 219425                                      | |
| 161  | ja   | Datei hochladen                                                                                          | Zweifamilienhaus (1903)                                                          | G   | Weyernweg 22 584628 / 219392                                                 | |
| 162  | ja   | Datei hochladen                                                                                          | Villa La Pelouse (1904/05)                                                       | G   | Weyermattstrasse 39 584649 / 219428                                          | |
| 163  | ja   | Datei hochladen                                                                                          | Wohnhaus (1896)                                                                  | G   | Weyermattstrasse 24 584701 / 219461                                          | |
| 172  | ja   | Datei hochladen                                                                                          | Wohn- und Geschäftshaus (frühes 19. Jh.)                                         | G   | Hauptstrasse 61 585000 / 219337                                              | |
| 181  | ja   | Datei hochladen                                                                                          | Wohn- und Geschäftshaus (16./17. Jh.)                                            | G   | Hauptstrasse 46 584991 / 219306                                              | |
| 182  | ja   | Datei hochladen                                                                                          | Wohnhaus (16. Jh.)                                                               | G   | Schulgasse 19 584927 / 219297                                                | |
| 183  | ja   | Datei hochladen                                                                                          | Wohn- und Geschäftshaus (1. Hälfte 19. Jh.)                                      | G   | Hauptstrasse 47 584988 / 219380                                              | |
| 185  | ja   | Datei hochladen                                                                                          | Villa (1901)                                                                     | G   | Oberer Kanalweg 16 584428 / 219244                                           | |
| 188  | ja   | Datei hochladen                                                                                          | Wohn- und Geschäftshaus (18./19. Jh.)                                            | G   | Hauptstrasse 31 584971 / 219434                                              | |
| 191  | ja   | Datei hochladen                                                                                          | Wohnhaus (1896)                                                                  | G   | Weyermattstrasse 32 584685 / 219461                                          | |
| 194  | ja   | Datei hochladen                                                                                          | Wohn- und Geschäftshaus (16. Jh.)                                                | G   | Hauptstrasse 38 584957 / 219411                                              | |
| 195  | ja   | Datei hochladen                                                                                          | Wohn- und Geschäftshaus (1785)                                                   | G   | Hauptstrasse 57 584996 / 219350                                              | |
| 199  | ja   | Datei hochladen                                                                                          | Wohn- und Geschäftshaus (Mitte 19. Jh.)                                          | G   | Hauptstrasse 53 584994 / 219360                                              | |
| 204  | ja   | Datei hochladen                                                                                          | Wohn- und Geschäftshaus (1743/44)                                                | G   | Hauptstrasse 28 584947 / 219446                                              | |
| 204  | ja   | Datei hochladen                                                                                          | Wohn- und Geschäftshaus (18./19. Jh.)                                            | G   | Hauptstrasse 29 584970 / 219442                                              | |
| 204  | ja   | Datei hochladen                                                                                          | Ehemaliges Zunfthaus (1743/44)                                                   | G   | Hauptstrasse 30 584949 / 219440                                              | |
| 205  | ja   | Datei hochladen                                                                                          | Wohnhaus (18./19. Jh.)                                                           | G   | Hauptstrasse 13 584950 / 219503                                              | |
| 208  | ja   | Datei hochladen                                                                                          | Wohn- und Geschäftshaus (18./19. Jh.)                                            | G   | Schulgasse 3 584970 / 219312                                                 | |
| 220  | ja   | Datei hochladen                                                                                          | Ruferheim (1794/95)                                                              | G   | Allmendstrasse 50 585247 / 218759                                            | |
| 223  | ja   | Datei hochladen                                                                                          | Wohnhaus (1917)                                                                  | G   | Schulgasse 27 584898 / 219292                                                | |
| 227  | ja   | Datei hochladen                                                                                          | Restaurant Löwen (17./18. Jh.)                                                   | G   | Hauptstrasse 69 585005 / 219315                                              | |
| 230  | ja   | Datei hochladen                                                                                          | Wohn- und Geschäftshaus (18./19. Jh.)                                            | G   | Hauptstrasse 55 584996 / 219353                                              | |
| 231  | ja   | Datei hochladen                                                                                          | Wohn- und Geschäftshaus (16./17. Jh.)                                            | G   | Hauptstrasse 40 584958 / 219405                                              | |
| 232  | ja   | Datei hochladen                                                                                          | Villa mit Käsekeller (1909)                                                      | G   | Dr.-Schneider-Strasse 104 584660 / 219330                                    | |
| 239  | ja   | Datei hochladen                                                                                          | Wohn- und Geschäftshaus (1520er Jahre)                                           | G   | Hauptstrasse 45 584987 / 219387                                              | |
| 245  | ja   | Datei hochladen                                                                                          | Wohnhaus (Mitte 19. Jh.)                                                         | G   | Schulgasse 7 584962 / 219310                                                 | |
| 255  | ja   | Datei hochladen                                                                                          | Villa Sutter (1900)                                                              | G   | Weyermattstrasse 12 584801 / 219481                                          | |
| 256  | ja   | Datei hochladen                                                                                          | Wohn- und Geschäftshaus (2. Hälfte 18. Jh.)                                      | G   | Hauptstrasse 41 584982 / 219400                                              | |
| 258  | ja   | Datei hochladen                                                                                          | Villa (1899/1900)                                                                | G   | Hauptstrasse 78 585063 / 219094                                              | |
| 293  | ja   | Datei hochladen                                                                                          | Ehemalige Frühmess- und Beinhauskapelle St. Nikolaus (Mitte 15. Jh.)             | G   | Mittelstrasse 5 584928 / 219371                                              | |
| 296  | ja   | Datei hochladen                                                                                          | Wohn- und Geschäftshaus (17./18. Jh.)                                            | G   | Hauptstrasse 67 585003 / 219322                                              | |
| 300  | ja   | Datei hochladen                                                                                          | Wohn- und Geschäftshaus (1668)                                                   | G   | Hauptstrasse 23 584965 / 219457                                              | |
| 301  | BW   | Datei hochladen                                                                                          | Ehemaliges Wohn- und Werkstattgebäude / Ziegelhütte (1797-1800)                  | G   | Strandweg 1 584856 / 219284                                                  | |
| 304  | ja   | Datei hochladen                                                                                          | Kartonagefabrik (1962/63)                                                        | G   | Schützenmattweg 10 585286 / 219629                                           | |
| 308  | ja   | Datei hochladen                                                                                          | Wohn- und Geschäftshaus (18./19. Jh.)                                            | G   | Schulgasse 5 584965 / 219310                                                 | |
| 309  | ja   | Datei hochladen                                                                                          | Villa (1891)                                                                     | G   | Zihlstrasse 5 585003 / 219567                                                | |
| 314  | ja   | Datei hochladen                                                                                          | Wohnhaus (um 1820)                                                               | G   | Hauptstrasse 34 584954 / 219422                                              | |
| 350  | ja   | Datei hochladen                                                                                          | Gewerbe- und Lagerhaus (19. Jh.)                                                 | G   | Hauptstrasse 22 584935 / 219466                                              | |
| 377  | ja   | Datei hochladen                                                                                          | Werk 1 der Alpha AG (1917/18)                                                    | G   | Schloss-Strasse 15 584714 / 219567                                           | |
| 379  | ja   | Datei hochladen                                                                                          | Wohnhäuser Eisenbahnersiedlung Hofmatten (1911)                                  | G   | Hofmattenstrasse 1, 3 585106 / 219644                                        | |
| 379  | ja   | Datei hochladen                                                                                          | Wohnhäuser Eisenbahnersiedlung Hofmatten (1911)                                  | G   | Hofmattenstrasse 5, 7, 9, 11, 13, 15 585126 / 219616                         | |
| 380  | ja   | Datei hochladen                                                                                          | Wohnhäuser Eisenbahnersiedlung Hofmatten (1911)                                  | G   | Hofmattenstrasse 8, 10, 12, 14 585108 / 219598                               | |
| 381  | ja   | Datei hochladen                                                                                          | Wohnhäuser Eisenbahnersiedlung Hofmatten (1911)                                  | G   | Reckweg 1, 3 585077 / 219605                                                 | |
| 381  | ja   | Datei hochladen                                                                                          | Einfamilienhaus Eisenbahnersiedlung Hofmatten (1911)                             | G   | Reckweg 5 585075 / 219573                                                    | |
| 381  | BW   | Datei hochladen                                                                                          | Wohnhäuser Eisenbahnersiedlung Hofmatten (1911)                                  | G   | Hofmattenstrasse 4, 6 585084 / 219633                                        | |
| 382  | ja   | Datei hochladen                                                                                          | Wohnhäuser Eisenbahnersiedlung Hofmatten (1929)                                  | G   | Genossenschaftsstrasse 2, 4, 6, 8 585100 / 219462                            | |
| 382  | ja   | Datei hochladen                                                                                          | Wohnhäuser Eisenbahnersiedlung Hofmatten (1929)                                  | G   | Genossenschaftsstrasse 10, 12, 14, 16 585134 / 219480                        | |
| 382  | ja   | Datei hochladen                                                                                          | Wohnhäuser Eisenbahnersiedlung Hofmatten (1913/14)                               | G   | Genossenschaftsstrasse 17, 19, 21, 23 / Hofmattenstrasse 23 585190 / 219534  | |
| 382  | ja   | Datei hochladen                                                                                          | Dreifamilienhaus Eisenbahnersiedlung Hofmatten (1929)                            | G   | Genossenschaftsstrasse 18 / Hofmattenstrasse 18 585166 / 219497              | |
| 383  | ja   | Datei hochladen                                                                                          | Wohnhäuser Eisenbahnersiedlung Hofmatten (1913)                                  | G   | Wolfweg 2, 4, 6, 8 585149 / 219591                                           | |
| 385  | ja   | Datei hochladen                                                                                          | Wohnhäuser Eisenbahnersiedlung Hofmatten (1911)                                  | G   | Ohmweg 1, 3 585092 / 219573                                                  | |
| 385  | ja   | Datei hochladen                                                                                          | Wohnhäuser Eisenbahnersiedlung Hofmatten (1913)                                  | G   | Ohmweg 2, 4, 6 585080 / 219541                                               | |
| 385  | ja   | Datei hochladen                                                                                          | Zweifamilienhaus Eisenbahnersiedlung Hofmatten (1913/14)                         | G   | Reckweg 7 585073 / 219514                                                    | |
| 385  | ja   | Datei hochladen                                                                                          | Zweifamilienhäuser Eisenbahnersiedlung Hofmatten (1913)                          | G   | Rosenweg 2, 4 585109 / 219524                                                | |
| 387  | ja   | Datei hochladen                                                                                          | Wohnhäuser Eisenbahnersiedlung Hofmatten (1913/14)                               | G   | Genossenschaftsstrasse 3, 5, 7 585102 / 219496                               | |
| 388  | ja   | Datei hochladen                                                                                          | Mehrfamilienhäuser Eisenbahnersiedlung Hofmatten (1914)                          | G   | Hofmattenstrasse 17, 19, 21 585182 / 219568                                  | |
| 396  | ja   | Datei hochladen                                                                                          | Brunnen (1795)                                                                   | K   | Hauptstrasse N.N.5 584983 / 219330                                           | |
| 396  | ja   | Datei hochladen                                                                                          | Mittlerer Brunnen (17. Jh.)                                                      | K   | Hauptstrasse N.N.4 584967 / 219390                                           | |
| 396  | ja   | Datei hochladen                                                                                          | Stadthaus-Brunnen (1801)                                                         | K   | Hauptstrasse N.N.3 584943 / 219475                                           | |
| 445  | ja   | Datei hochladen                                                                                          | Wohnhäuser Eisenbahnersiedlung Hofmatten (1929)                                  | G   | Genossenschaftsstrasse 20, 22, 24, 26 585203 / 219508                        | |
| 483  | ja   | Datei hochladen                                                                                          | Fussgängerbrücke (1931/32)                                                       | G   | Uferweg N.N. 584657 / 219932                                                 | |
| 523  | ja   | Datei hochladen                                                                                          | Wohn- und Geschäftshaus (um 1740)                                                | G   | Hauptstrasse 49, 49a 584990 / 219373                                         | |
| 528  | ja   | Datei hochladen                                                                                          | Wohnhäuser Eisenbahnersiedlung Hofmatten (1913)                                  | G   | Ohmweg 8, 10, 12, 14 585118 / 219555                                         | |
| 529  | ja   | Datei hochladen                                                                                          | Zweifamilienhaus Eisenbahnersiedlung Hofmatten (1913/14)                         | G   | Genossenschaftsstrasse 1 585079 / 219486                                     | |
| 529  | ja   | Datei hochladen                                                                                          | Zweifamilienhäuser Eisenbahnersiedlung Hofmatten (1913/14)                       | G   | Genossenschaftsstrasse 11 / Hofmattenstrasse 16 / Rosenweg 5 585144 / 219516 | |
| 563  | ja   | Datei hochladen                                                                                          | Ehemalige Zifferblattfabrik Progressia SA (1947/48)                              | G   | Egliweg 10 584454 / 219300                                                   | |
| 663  | ja   | Datei hochladen                                                                                          | Wohnhaus (1909)                                                                  | G   | Hauptstrasse 9 584967 / 219544                                               | |
| 733  | ja   | Datei hochladen                                                                                          | Turnhallen- und Hauswirtschaftstrakt der Primarschulanlage Weidteile (1966–1968) | G   | Lyss-Strasse 32, 34 585365 / 219433                                          | |
| 733  | ja   | Datei hochladen                                                                                          | Klassentrakt der Primarschulanlage Weidteile (1966–1968)                         | G   | Lyss-Strasse 36 585389 / 219375                                              | |
| 798  | ja   | Datei hochladen                                                                                          | Mehrfamilienhaus (1957)                                                          | G   | Burgerallee 7 584955 / 218945                                                | |
| 848  | ja   | Datei hochladen                                                                                          | Zweifamilienhaus (1960/61)                                                       | G   | Lyss-Strasse 68 585778 / 219261                                              | |
| 1175 | ja   | Datei hochladen                                                                                          | Restaurant zum Sternen (1825)                                                    | G   | Hauptstrasse 51 584992 / 219366                                              | |
| 1330 | ja   | Datei hochladen                                                                                          | Sässhaus des Klosters Gottstatt (um 1530)                                        | G   | Hauptstrasse 15 584954 / 219489                                              | |